# Döbbrick Ost
Döbbrick Ost, niedersorbisch Depsk pódzajtšo, ist ein Wohnplatz im Ortsteil Döbbrick der Stadt Cottbus in der brandenburgischen Niederlausitz.

## Geografie
Der Ort liegt zwei Kilometer nordöstlich von Döbbrick und acht Kilometer nordnordöstlich von Cottbus am rechten Ufer der Spree. Nachbarorte sind Drehnow, Turnow, Ausbau Windmühle und Peitz im Nordosten, Maust und Willmersdorf im Südosten, Skadow im Süden, Döbbrick im Südwesten, Dissen im Westen sowie Maiberg im Nordwesten.